# Église orthodoxe autocéphale ukrainienne (1942-1944)
Pour les articles homonymes, voir Église orthodoxe autocéphale ukrainienne.
L’Église orthodoxe autocéphale ukrainienne est une Église orthodoxe.